# José Beltrão
José Gil de Gouveia Beltrão (Lisboa, 27 de novembro de 1905 – 6 de abril de 1948) foi capitão de Cavalaria e cavaleiro olímpico português.
Frequentou o Colégio Militar.
Nos Jogos Olímpicos de Verão de 1936 em Berlim, montando o cavalo Biscuit, conquistou a medalha de bronze com a equipe portuguesa de saltos, formada ainda por Luís Mena e Silva e Domingos de Sousa Coutinho. Na mesma edição dos Jogos, terminou em sexto lugar na disputa individual dos saltos.
O seu nome perdura na toponímia portuguesa, em nomes de arruamentos.